# ムスアブ・アッ＝ラッハーム
ムスアブ・アッ＝ラッハーム（مصعب اللحام、Mus'ab Al-Laham、Musa’ab Allaham、Mus'ab AL LahhamまたはMusab Al Laham、1991年5月20日 - ）は、ヨルダンのプロサッカー選手。ヨルダンリーグのアル・フセインSC所属のFW。サッカーヨルダン代表。「ムサアブ」「モスアブ」とも。

## 来歴

### クラブ
ヨルダンリーグ2012-2013シーズンでは13得点をあげ、得点ランキング3位に入った。
2013年7月、ヨルダンのアル・ラムサSCから、サウジアラビアのナジュラーン・クラブへ移籍した。

### 代表
2014 FIFAワールドカップ・アジア5次予選の対ウズベキスタン第1戦（ホーム）で先制のゴールを決めた。